# Vítězslav Gardavský
Vítězslav Gardavský (* 24. Oktober 1923 in Zábřeh bei Ostrava; † 7. März 1978 in Prosetín) war ein tschechoslowakischer Schriftsteller, Übersetzer und Philosoph.

## Leben und Werk
Gardavský wurde 1923 in Zábřeh, einem Stadtteil von Ostrava, als Sohn eines Lehrerpaars geboren. 1934 trat er ins erzbischöfliche Gymnasium in Kroměříž ein, das er 1942 mit der Matura abschloss. Anschließend wurde er bis Frühling 1945 zur Zwangsarbeit in Wien und Leipzig eingezogen. Von 1945 bis 1949 studierte er an der Karls-Universität Prag Philosophie, heiratete 1951 und wurde Vater zweier Töchter. 1951 wurde er Berufssoldat sowie Dozent für Marxismus und unterrichtete ab 1953 an der Philosophischen Fakultät der Militärakademie in Brünn.
In den 1960er Jahren unternahm er Auslandstourneen und lehrte an namhaften Universitäten in den USA. Seine letzte Auslandsreise führte ihn 1969 in die Bundesrepublik Deutschland und nach England. Nach einem Auftritt an der Janáček-Akademie für Musik und Darstellende Kunst Brünn (JAMU) wurde er im November 1970 aus der Kommunistischen Partei, der Militärakademie Brünn und der Armee ausgeschlossen. Anschließend arbeitete er als Handwerker in einer Brünner Firma und als Fahrer einer landwirtschaftlichen Genossenschaft in Prosetín.
Als Vertreter des Marxismus bemühte sich Gardavský um einen Dialog mit Nicht-Marxisten und behandelte dabei vornehmlich religiöse Fragen. Seine Auseinandersetzung mit der Gott-ist-tot-Theologie unter dem Titel Gott ist nicht ganz tot erschien ab 1967 zunächst als Folge von Artikeln in der Prager Literaturzeitschrift Literární noviny. Als Buch erlebte das Werk in der Tschechoslowakei und in Deutschland mehrere Auflagen und wurde in weitere Sprachen übersetzt, darunter auch ins Japanische. Gardavský variiert hier den Ausspruch Ich glaube, weil es absurd ist zu Ich glaube, obwohl es absurd ist. Somit erklärt er den Nicht-Glauben als ebenso irrational wie den Glauben.
Er übersetzte Der Parasit von Friedrich Schiller, Liebesgedichte von Friedrich Hölderlin und die szenische Biografie Hölderlin von Peter Weiss ins Tschechische. Sein Drama Ich, Jakob über den biblischen Stammvater Jakob wurde im April 1968 am Staatstheater Brünn uraufgeführt. 1975 erschien Engel auf der Spitze des Schwertes, eine Arbeit über den Propheten Jeremia.
1978 strengte der Staatssicherheitsdienst eine Untersuchung gegen Gardavský an. Er starb am 7. März 1978 und wurde auf dem Brünner Zentralfriedhof beigesetzt.

## Publikationen
- Gott ist nicht ganz tot. Betrachtungen eines Marxisten über Religion und Atheismus. Mit einer Einleitung von Jürgen Moltmann. Chr. Kaiser Verlag, München 1969.
- Hoffnung aus der Skepsis. Chr. Kaiser Verlag, München 1986. ISBN 978-3459006144
- Ich, Jakob. Drama. Eingeleitet, bearbeitet und kommentiert von Matthias Augustin. Verlag Die Blaue Eule, Essen 1987.